# Anna David
Anna David (ur. 2 grudnia 1984 roku w Aarhus, Dania) – duńska piosenkarka R&B i Soul. W wieku czternastu lat otrzymała swój pierwszy kontrakt płytowy w Niemczech skutkujący wydaniem pięciu singli. Jej debiutancki album zatytułowany Anna David został wydany w Danii we wrześniu 2005 r. i zyskał status złotej płyty.

## Dyskografia
- Tættere på – 2009
- 2 – 2007
- Anna David – 2005

## Single
- „All About Love” – 2009 featuring Mohamed Ali
- „Den sommer” – 2009
- „Tæt på” – 2009
- „Den lille pige” – 2007
- „Chill” – 2007
- „Nr. 1” – 2007
- „Kys Mig” – 2006
- „Fuck You” – 2006
- „Når Musikken Spiller” – 2006
- „Hvad Nu Hvis?” – 2005
- „Fuck Dig” – 2005
- „Terminal Love” – 2002
- „Impossible” – 2002
- „U and me and the sunshine” – 2001
- „P.Y.B. (Pretty Young Boy)” – 2000 with Christoph Brüx, Toni Cottura[1]